# رويناس
رویناس، (بالإنجليزية: Ruinas)‏، هي بلدية، في مقاطعة أوريستانو، في منطقة سردينيا الإيطالية، وتقع على بعد حوالي 80 كيلومترا (50 ميل) إلى الشمال من كالياري، وحوالي 25 كيلومترا (16 ميل) شرق أوريستانو.

## السكان
في سنة 1861 بلغ عدد السكان 902 نسمة، وتطور العدد ليصل في سنة 2011 لـ 728 نسمة.
يظهر هذا المخطط البياني تطور النمو السكاني لـ رويناس